# Cesare Maestri
Cesare Maestri (Trento, 2 de octubre de 1929 - Tione di Trento, 19 de enero de 2021) fue un alpinista y escritor italiano.

## Biografía
Nació en Trento en la provincia italiana de Trentino. Empezó su vida deportiva escalando en los Dolomitas, donde realizó varias rutas famosas solo y libre. lo que generó que se lo llamase la "Araña de los Dolomitas". Se convirtió en guía de montaña en 1952. Algunas de sus ascensiones individuales fueron la ruta del Solleder, el Civetta, la ruta Solda-Conforto en la Marmolada, y el Matterhorn en invierno.

### Expedición de 1959 al Cerro Torre
En 1959, Maestri, junto con Cesarino Fava y el guía austriaco Toni Egger, viajó a la Patagonia para intentar la ascensión norte-este del Cerro Torre. Los tres comenzaron la subida, pero Fava abandonó entre Cerro Torre y Torre Egger, continuando Maestri y Egger hacia la cumbre. Durante seis días estuvieron desaparecidos hasta que Maestri fue encontrado tras haber sobrevivido a una avalancha. Esta había sepultado a Egger y la cámara donde estaban las fotografías de la cumbre, por lo que no quedaba demostrado su ascenso.
Muchos medios de comunicación se mostraron escépticos en los siguientes años, debido a que no se encontraron signos de su ascensión y las dificultades de los medios de la época. A pesar de ello, Maestri mantuvo su versión de los hechos.

### Expedición de 1970 al Cerro Torre
En 1970, regresó a Cerro Torre y escaló una ruta nueva en el lado sureste de la montaña. Para su ascenso utilizó un compresor de aire comprimido de aproximadamente 135 kg y miles de metros de cuerdas fijas para crear los anclajes de la ruta. Desde entonces se ha denominado la ruta de Compresor.